# 북방잎꼬리도마뱀붙이
북방잎꼬리도마뱀붙이(Saltuarius cornutus)는 호주에 서식하는 잎꼬리도마뱀붙이속의 일종이며 노던 리프 테일 게코(northern leaf-tailed gecko)라 부른다.

## 상세
북방잎꼬리는 삼각형 머리, 가는 목, 길이가 14cm에 이르는 몸뚱이, 너비가 8cm에 이르는 이파리 모양의 꼬리를 가진 큰 도마뱀붙이류다. 대부분의 도마뱀붙이류와 달리, 발가락에는 접착성 빨판 대신 발톱이 달려있는데, 아마 수목성 서식지에 적응한 것 같다. 몸뚱이는 납작하며 사지는 길고 막대기같다; 등은 뾰족한 결절로 뒤덮여있다. 위장색은 지의류로 뒤덮인 나무껍질을 크게 닮았다. 학명을 번역하자면 "뿔이 난 숲의 수호자"라는 뜻이다.

## 서식, 분포
북방잎꼬리는 온대, 열대우림과 습한 경엽(en:sclerophyll)림에 서식하는데, 서식 고도는 대개 750m 이상이고, 퀸즐랜드 북동부의 해안가와 그레이트디바이딩산맥에서 남쪽으로는 뉴사우스웨일스주 테리(en:Taree)에 분포한다.

## 습성
북방잎꼬리는 다른 파충류가 휴식을 취하는 밤에, 시원할 때 활동한다. 이 녀석은 위협을 받으면 등을 구부리고, 곧추세운 꼬리를 좌우로 흔들어서 적의 관심을 머리에서 꼬리로 돌린다 - 만일 공격받으면 꼬리를 그 즉시 잘라내며, 잘린 부분에서 다시 꼬리가 자라난다. 하지만 새 꼬리는 더 넓적하고 납작하며 색깔이 다르고 끝이 짧을 것이다. 또한 짖을 때는 입을 크게 벌리고 돌진하기도 한다.
암컷은 얕은 둥지에 1-2개의 껍질이 부드러운 알을 낳고 잎더미와 흙으로 덮는다. 암컷들은 하나의 공동 둥지에서 14개 까지의 알을 산란한다.

## 식성
북방잎꼬리는 큰 곤충, 바퀴벌레, 거미 따위의 절지동물을 먹는다.